# Sunshine live „Die 90er – Live on Stage“

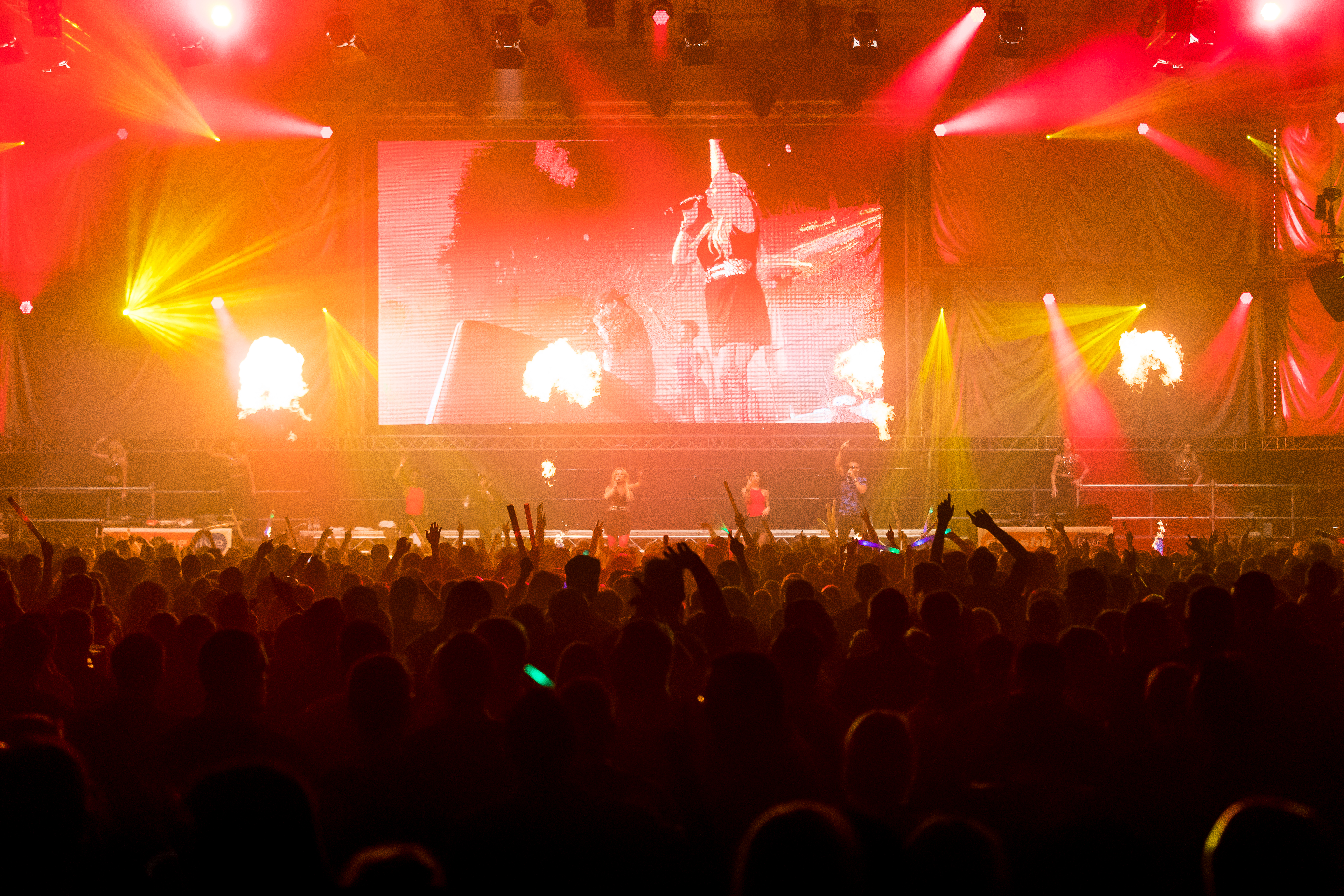
2 Brothers on the 4th Floor live bei Sunshine live „90er – Live on Stage“ in Mannheim 2016

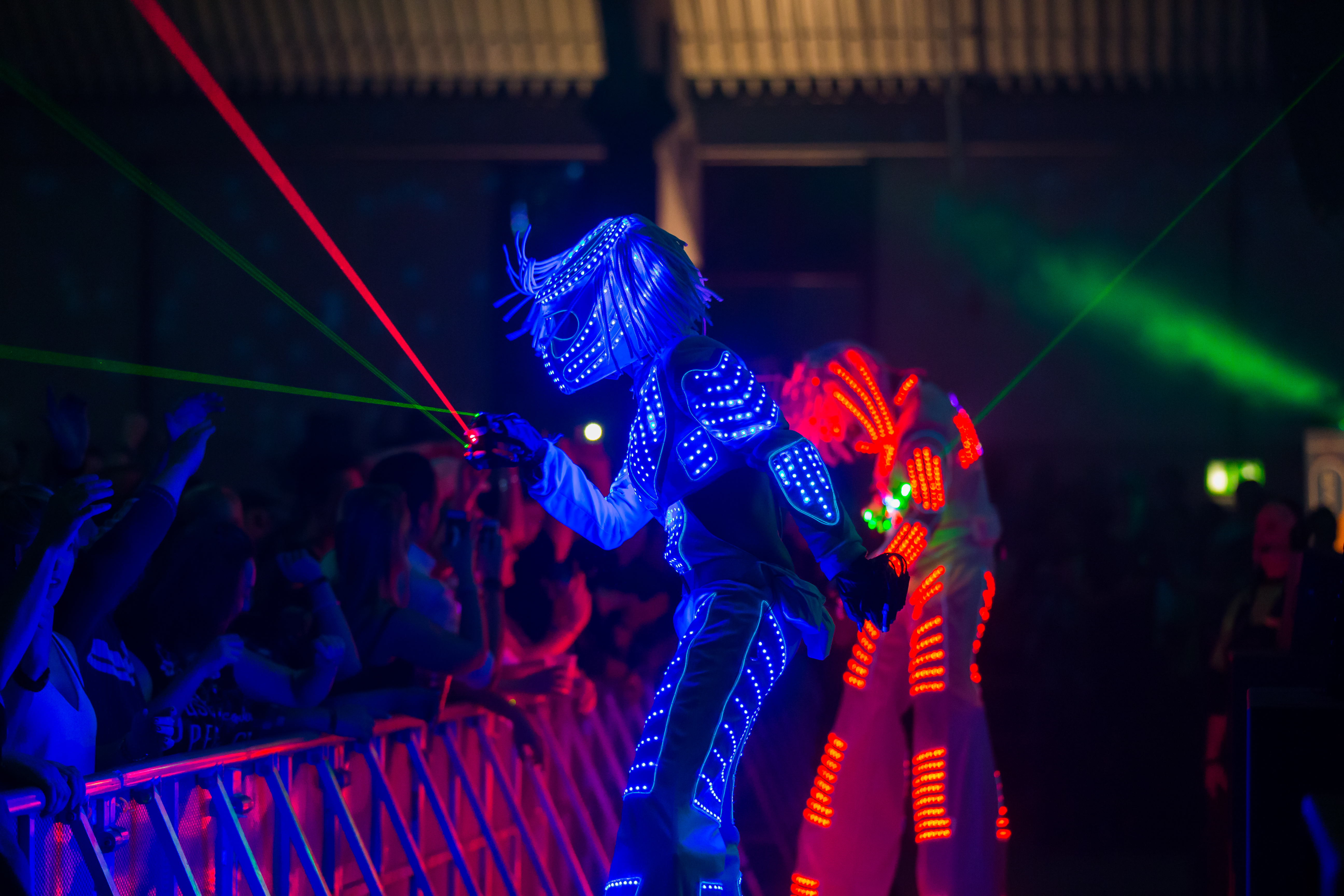
Lasermann bei der Show von Marusha

sunshine live – Die 90er – Live on Stage ist eine jährlich von dem Radiosender sunshine live ausgetragene Musikveranstaltung in der Maimarkthalle in Mannheim. Als Musikrichtung wird hauptsächlich der in den 1990er-Jahren populäre Eurodance gespielt und die meisten Bands spielen (nahezu) in Originalbesetzung.

## Geschichte

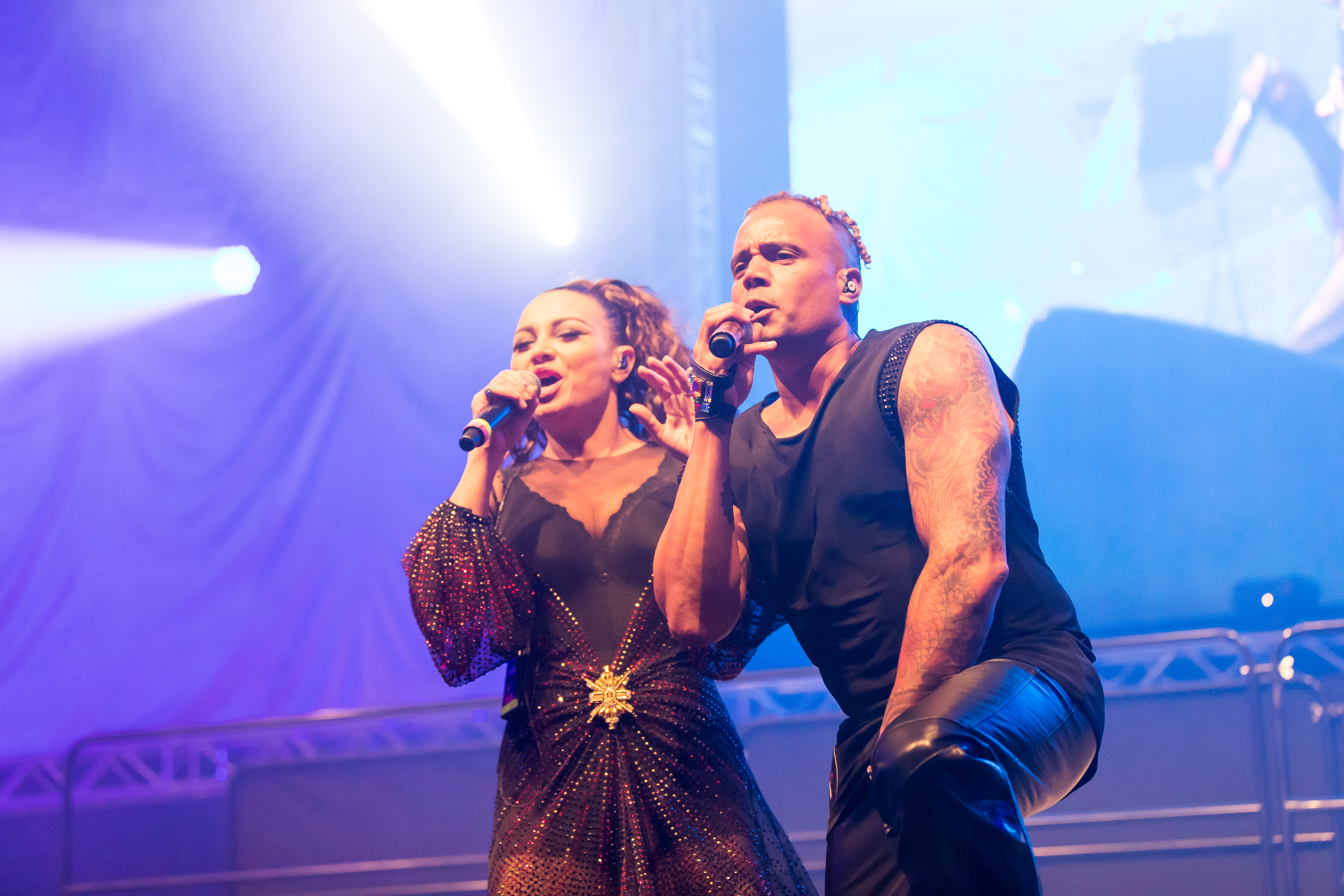
2 Unlimited live bei Sunshine live „90er – Live on Stage“ in Mannheim 2016

Initiator Christoph Werner hatte schon länger das Vorhaben, alle 1990er-Stars vereint auf die Bühne zu bringen, und konnte diesen 2013 erfolgreich im Mannheimer Maimarktclub umsetzen. Im Folgejahr wanderte die Veranstaltung in die große Maimarkthalle und war mit über 10.000 Besuchern erneut ausverkauft. Die mediale Wirkung war so groß, dass dadurch der 90er-Ball in Deutschland ins Rollen kam. Viele andere Veranstalter bereicherten sich an diesem Partyformat und buchten ebenso die beliebten Eurodance-Acts für Live-Shows. Bei immer weiter wachsendem Angebot für die Besucher der sunshine live „Die 90er – Live on Stage“ in den Jahren 2015 und 2016 kam es 2017 zur 5-jährigen Jubiläumsshow, welche aufgrund ihrer Größe Maimarktclub und Maimarkthalle in Anspruch nahm. Erneut ausverkauft, diesmal mit 11.000 Besuchern, setzte die größte 90er-Party Deutschlands neue Maßstäbe: 20 Künstler auf zwei Bühnen verteilt. Da das Interesse an der 90er-Musik immer weiter anstieg, entstand 2016 erstmals die „Retro Active“, ein Partyabend im 90er-Stil – jedoch ohne Live Acts, sondern mit den beliebten DJs des bunten Jahrzehnts.
Geplant sind ebenfalls weitere Veranstaltungen im 1990er- und 2000er-Stil von Sunshine Live.
Im September 2016 wurde erstmals Sunshine live „Die 2000er – Live on Stage“ mit ca. 3000 Besuchern veranstaltet.

## Termine und Bands
| Datum             | Künstler | Sonstiges         | Besucher   | Bilder  |
| ----------------- | --- | ----------------- | ---------- | ------- |
| 16. November 2013 | DJ Falk, Masterboy, Mark ’Oh, Captain Jack, Magic Affair, Captain Hollywood Project, Dune | 6 Bands 1 Bühne   | ca. 2.500  |         |
| 29. November 2014 | DJ Falk, Haddaway, Masterboy, 2 Unlimited, Magic Affair, Captain Hollywood Project, Charly Lownoise, Marusha | 7 Bands 1 Bühne   | ca. 10.000 | Commons |
| 28. November 2015 | DJ Falk, 2 Unlimited, Vengaboys, Fun Factory, Masterboy, Captain Jack, U96 Alex Christensen, Sash!, Charly Lownoise & Mental Theo | 8 Bands 1 Bühne   | ca. 10.000 | Commons |
| 26. November 2016 | DJ Falk, E-Rotic, Masterboy, Twenty 4 Seven, Rednex, Vengaboys, 2 Brothers on the 4th Floor, 2 Unlimited, Interactive, Charly Lownoise, Marusha | 10 Bands 1 Bühne  | ca. 10.000 | Commons |
| 25. November 2017 | DJ Falk, Eric SSL, Whigfield, Pharao, Masterboy, Maxx, Captain Jack, General Base, Mr. President, Culture Beat, Intermission, Rednex, La Bouche, U96, Dune, Red 5, DJ Quicksilver, Interactive, Jam (Jam & Spoon), Kai Tracid, Talla vs. Taucher, Dr. Motte                                                                                 | 20 Bands 2 Bühnen | ca. 11.000 | Commons |
| 24. November 2018 | DJ Falk, Eric SSL, East 17, Turbo B von Snap!, Culture Beat, Ice MC, Masterboy, Captain Jack, Captain Hollywood Project, Alexia, LayZee aka Mr. President, Charly Lownoise, Dune, DJ Sash!, DJ Hooligan, DJ Quicksilver, Brooklyn Bounce DJ, Kai Tracid, Mark ’Oh, Marusha                                                                  | 18 Bands 2 Bühnen | ca. 12.000 | Commons |
| 30. November 2019 | DJ Falk, Eric SSL, Blümchen, Brooklyn Bounce DJ, Captain Hollywood Project, Charly Lownoise, Culture Beat, Dario G, DJ Quicksilver, Dune, Interactive, Intermission, Loft, Kai Tracid, Magic Affair, Mark ’Oh, Marusha, Masterboy, Reel 2 Real ft. The Mad Stuntman, Turbo B von Snap!                                                      | 18 Bands 2 Bühnen | ca. 12.000 | Commons |
| 25. November 2023 | DJ Falk, Eric SSL, 2 Unlimited, Alcazar, Blümchen, Captain Jack, Das Modul, E-Rotic, Eiffel 65, General Base, Masterboy, Maxx, Pharao, Worlds Apart, Charly Lownoise, Dune, DJ Quicksilver, Mark ’Oh, Niels van Gogh, Perplexer, Red 5, Talla 2XLC                                                                                          | 20 Bands 2 Bühnen | ca. 12.000 | Commons |
| 30. November 2024 | DJ Falk, Eric SSL, 2 Brothers on the 4th Floor, Blümchen, Cappella, Captain Jack, Charly Lownoise, Da Hool, Das Modul, DJ Raw fka. Dune, Future Breeze, General Base, Magic Affair, Masterboy, Milli Vanilli, Niels van Gogh, Perplexer, DJ Quicksilver, Real McCoy, Red 5, Reel 2 Real, Schiller, Sylver, Talla 2XLC, Wanda Dee of the KLF | 23 Bands 2 Bühnen | ca. 12.000 | Commons |